# Фонтанът на Деметра
Фонтанът на Деметра е фонтан в Цар Симеоновата градина в Пловдив. Дело е на италианския скулптор Арнолдо Дзоки и е поставен на входа на Първото земеделско-промишлено изложение в Пловдив през 1892 г.
Фонтанът е направен по поръчка на австрийския император като сватбен дар за венчавката на княз Фердинанд и княгиня Мария Луиза. Първоначално е поставен в София, но княз Фердинанд нарежда да го преместят в новосъздадената Цар Симеонова градина в Пловдив. Скулптурата на Деметра – богинята на плодородието, е единственият останал спомен от предшественика на Пловдивския панаир.
С този фонтан Арнолдо Дзоки печели първа награда на конкурс в Белгия. В Пловдив се намира оригиналът на скулптурата, а нейни копия има в Швейцария и САЩ.
- Пощенска картичка от 1915 г.